# ژیان‌مرغ تومبس
ژیان‌مرغ تومبس (نام علمی: Tumbezia salvini) گونه‌ای از پرندگان تیرهٔ ژیان‌مرغان در سردهٔ Tumbezia تک‌نماد است. محدوده آن تقریباً به‌طور کامل در پرو است، اما در زیستگاه جنگل‌های خشک تومبس-پیورا در منتهی الیه جنوب غربی اکوادور نیز یافت می‌شود. زیستگاه‌های طبیعی آن جنگل‌های خشک نیمه‌گرمسیری یا گرمسیری، جنگل‌های جلگه‌ای نمناک نیمه‌گرمسیری یا گرمسیری و بوته‌های خشک نیمه‌گرمسیری یا گرمسیری است. نابودی زیستگاه آن را تهدید می‌کند.